# Hundeluft
Hundeluft este o comună din landul Saxonia-Anhalt, Germania.